# Ryan Bingham

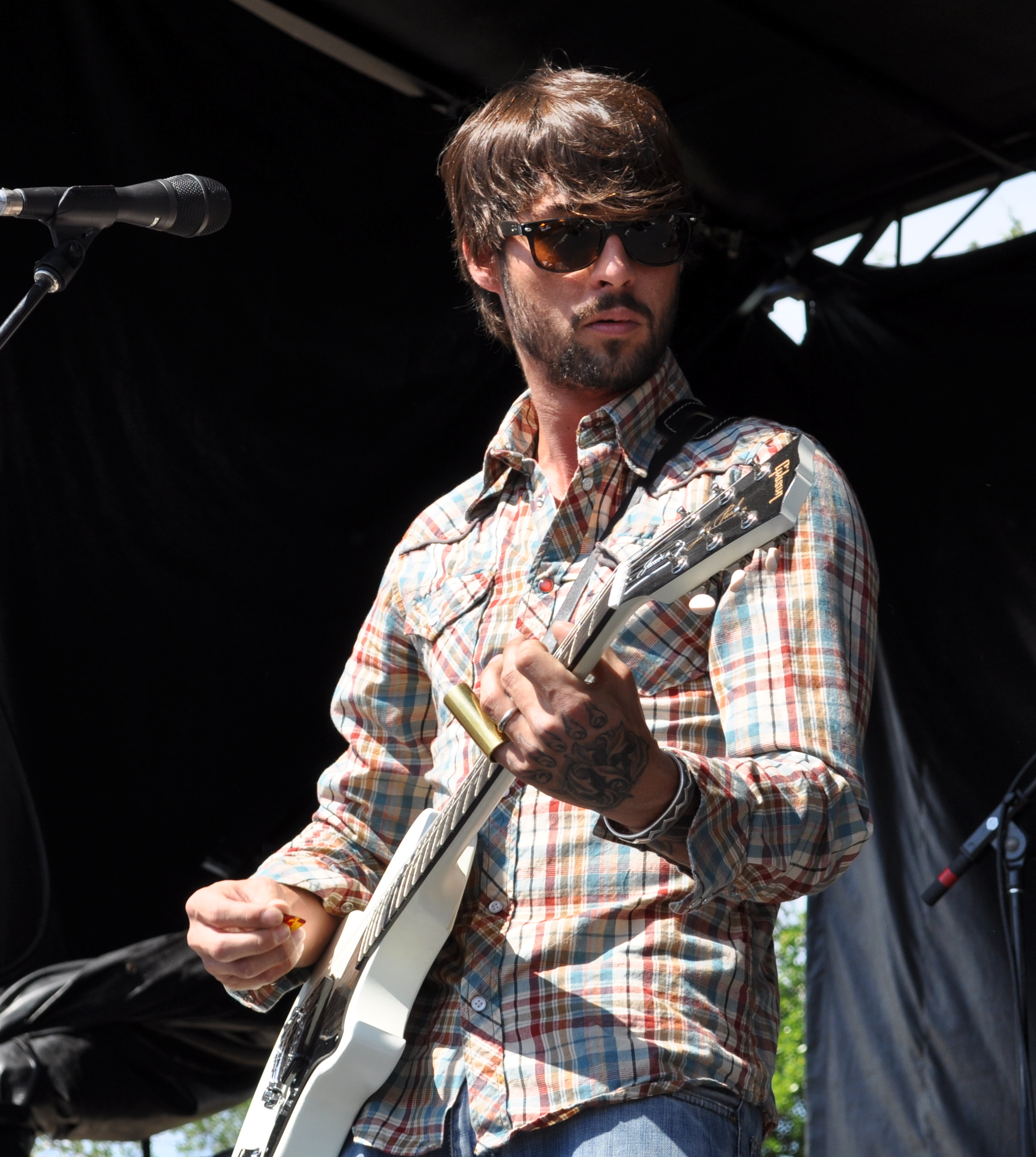
Bingham bei einem Liveauftritt in Jacksonville (2010)

Ryan Bingham (* 31. März 1981 in Hobbs, New Mexico) ist ein US-amerikanischer Country-Singer-Songwriter, Schauspieler und Oscar-Preisträger für seinen Song The Weary Kind.

## Leben und Karriere
Bingham wurde 1981 als Sohn eines Bohrarbeiters in Hobbs, New Mexico, geboren. Aufgrund mehrmaliger Umzüge und starker Vernachlässigung von Seiten seiner Eltern brach Bingham mit 17 Jahren die Schule ab, verließ seine Familie und lebte darauf in Texas und Mexiko, wo er sich sein Geld hauptsächlich als Cowboy bei Rodeoshows verdiente. Bald lernte Bingham, der häufig obdachlos war und daher oft in seinem Truck und bei Bekannten schlief, Mariachi-Musiker durch seine damaligen Nachbarn kennen, bei denen er das Gitarrespielen lernte. Zur Musik kam er daneben auch durch die Jukebox seines Onkels, an der er sich hauptsächlich Bob Dylan, Bob Wills und die Marshall Tucker Band anhörte.
Neben dem wöchentlichen Auftritt in einer nahegelegenen Bar in Stephenville, begann er mit der Band The Dead Horses, no-Budget CDs aufzunehmen, auf welche das Major-Label Lost Highway aufmerksam wurde und ihm bald das Angebot für ein Debütalbum machte. Nachdem das 2007 erschienene Mescalito bei den Kritikern ein großer Erfolg wurde, arbeitete Bingham an seinem zweiten Album Roadhouse Sun und nahm mit T Bone Burnett das Lied „The Weary Kind“ zum Film Crazy Heart auf, wofür er sowohl den Oscar für den besten Song, als auch den entsprechenden Golden Globe und Grammy Award erhielt. Auch spielte er im Film die Nebenrolle des Begleitmusikers Tony und komponierte I Don’t Know und Gone, Gone, Gone zusätzlich für den Soundtrack. Im darauf folgenden Jahr veröffentlichte er seine dritte LP Junky Star, welche The Weary Kind als Bonustitel enthielt und bis heute seine kommerziell erfolgreichste darstellt.
Mitte 2012 trennte er sich von der Band und veröffentlichte sein viertes offizielles Album Tomorrowland unter dem mit seiner Frau Anna Axster gegründeten Independent-Label Axster/Bingham Records. Im Juni 2013 folgte die Download-Single Until I’m One with You, die Bingham für die Serie The Bridge – America des US-amerikanischen Senders FX schrieb und die dessen Titelsong darstellt.
Seit 2018 ist er in der Neowestern-Fernsehserie Yellowstone in der Rolle des Walker zu sehen.
2024 heiratete er die Schauspielerin Hassie Harrison, mit welcher er in der Serie Yellowstone zusammenspielt. Das Paar lebt in Los Angeles, Kalifornien.

## The Dead Horses
Bingham hatte von 2005 bis zu Junky Star (2010) eine feste Begleitband mit sich, die er „The Dead Horses“ nannte. Sie trat mit ihm bei Konzerten auf und ist auf seinen ersten drei offiziellen und den no-Budget-Alben zu hören. Sie bestand aus folgenden Mitgliedern:
- Corby Schaub: Gitarre und Mandoline
- Elijah Ford: Bass
- Matthew Smith: Schlagzeug

## Diskografie
Studioalben

| Jahr | Titel Musiklabel                               | Höchstplatzierung, Gesamtwochen, AuszeichnungChartplatzierungen (Jahr, Titel, Musiklabel, Platzierungen, Wochen, Auszeichnungen, Anmerkungen) | Höchstplatzierung, Gesamtwochen, AuszeichnungChartplatzierungen (Jahr, Titel, Musiklabel, Platzierungen, Wochen, Auszeichnungen, Anmerkungen) | Anmerkungen                                                  |
| Jahr | Titel Musiklabel                               | US | Country | Anmerkungen                                                  |
| ---- | ---------------------------------------------- | --- | --- | ------------------------------------------------------------ |
| 2007 | Mescalito Lost Highway                         | — | — | Erstveröffentlichung: 2. Oktober 2007 Datenträger: CD, LP    |
| 2009 | Roadhouse Sun Lost Highway                     | US65 (1 Wo.)US | Country17 (38 Wo.)Country | Erstveröffentlichung: 2. Juni 2009 Datenträger: CD, LP       |
| 2010 | Junky Star Lost Highway                        | US19 (4 Wo.)US | Country2 (29 Wo.)Country | Erstveröffentlichung: 31. August 2010 Datenträger: CD, LP    |
| 2012 | Tomorrowland Axster/Bingham Records            | US36 (2 Wo.)US | Country7 (10 Wo.)Country | Erstveröffentlichung: 18. September 2012 Datenträger: CD, LP |
| 2015 | Fear and Saturday Night Axster/Bingham Records | US47 (1 Wo.)US | — | Erstveröffentlichung: 20. Januar 2015 Datenträger: CD, LP    |
| 2019 | American Love Song Axster/Bingham Records      | US124 (1 Wo.)US | Country12 (1 Wo.)Country | Erstveröffentlichung: 15. Februar 2019 Datenträger: CD, LP   |

## Filmografie
- 2009: Crazy Heart
- 2014: Love Me Like You Do – Aus Schicksal wird Liebe (Jackie & Ryan)
- 2015: A Country Called Home
- 2017: Feinde – Hostiles (Hostiles)
- 2018–2024: Yellowstone (Fernsehserie)